# Купина східна
Купина східна (Polygonatum orientale) — багаторічна рослина родини холодкових.

## Морфологія
трав'яниста рослина 20–30 см. Листки довгасто-ланцетні, з дещо відтягнутою верхівкою, знизу на жилах коротко-пухнасті. Квітки по 2–4 в пазухах листків, 5–10 мм завдовжки.

## Поширення
Зростає у північно-західному Ірані, азійській Туреччині, Грузії, пд.-зх. європейської Росії, Криму.
В Україні вид зростає у гірських лісах, серед чагарників — у гірському Криму.